# ラトビア共和国 (1918年-1940年)

ラトビア共和国
Latvijas Republika (ラトビア語)

国歌: Dievs, svētī Latviju!（ラトビア語）
ラトビアに幸いあれ！

1929年以降のラトビア

ラトビア共和国（ラトビアきょうわこく、ラトビア語: Latvijas Republika）は、ロシア革命中の1918年11月18日に独立を宣言した共和国である。1920年にはソビエト連邦と平和条約を結んだが第二次世界大戦が起こると、1940年にエストニア・リトアニアとともにソビエト連邦に占領・併合された。

## ウルマニス政権（1934～1940）
カールリス・ウルマニスの独裁政権（ウルマニスの独裁政権、ウルマニスの時代とも）は、1934年5月15日にカールリス・ウルマニス首相によって実行され、ラトビアの議会制民主主義を終わらせたクーデター後に確立された権威主義政権である。ウルマニスは1936年4月11日に無制限の権限を強化し、不法に大統領の権限を引き継いだ。ウルマーニの独裁政権は1940年6月17日のラトビア占領まで続いたが、形式的には1940年7月21日の人民サエイマ第1回会議まで大統領の職務を遂行し続けた。
政権の3つの主要な政治スローガンは、「リーダーシップ、ユニット、民族主義」であった。特にウルマニスが大統領の地位を引き継いだ1936年4月11日以降の出版物では、リーダーシップと権威主義の肯定的な側面が強調された。政権イデオロギーの基本的テーマは、ヴァドジャによって創設された5月15日の新生ラトビアがラトビアの国家統一と繁栄の機会を与えたというものであった。
戦間期のヨーロッパの他の反民主主義政権と比較して、ウルマニス政権は独特であった。ラトビアは見かけ上の管理された民主主義の特徴すら持っていなかったからである。単一の与党は設立されず、非民主的な立法機関も存在せず、新政権のための憲法も採択されなかった。選挙も国民投票もなかった。ウルマニスは最も重要な問題をすべて自分で決定する一人の独裁者となった。ウルマニス率いる閣僚内閣は行政権だけでなく立法権も有しており、決して公的管理の対象ではなかった。日常の技術的作業（政府の命令や法律の準備）では、閣僚全員ではなく、小さな閣僚が定期的に会合を開いていた。当初の構成員には、首相の同僚マレールス・スクイェニエクス、法務大臣ヘルマニス・アプシティス氏、ダーヴィッツ・ルジティス州首相長官、法案を審議した部門の責任者が含まれていた。
ウルマニス政権は、当時の他の権威主義的、全体主義的政権と比較すると、明らかに温和であった。反対派の暗殺は全くと言っていいほど無く、政治犯の数も減少傾向にあった。当時の他のヨーロッパ諸国の権威主義政権の例に倣い、近代的でダイナミックな国民国家の建設を試みた。
ラトビア社会の一部、特に農業分野ではウルマニス政権が人気だった。独裁政権はサエイマでの終わりのない多党紛争を止め、「国民の団結」という幻想を作り出した。ウルマニスが政権を握った当時、国民経済はすでに大恐慌の最低点を克服していたため、1930年代末のラトビアの経済的繁栄がどの程度政権の直接的なメリットであるかを判断することは困難である。ウルマニス体制下では、国家資本主義のシステムを構築し、インフラストラクチャーに多額の投資を行い、国有化された大企業を創設した。また、国有化と積極的なプロパガンダのおかげで、ウルマニス政権は経済成長と生活水準の安定の時期として国民の人気を維持してきた。